# Alpkopf (Bregenzerwaldgebirge)
Der Alpkopf ist ein 1788 m ü. A. hoher Berg im Bregenzerwaldgebirge, der sich auf dem Gemeindegebiet von Dornbirn im gleichnamigen Bezirk in Vorarlberg befindet. Der Gipfel ist zu Fuß gut erreichbar.
Der Europäische Fernwanderweg E4 (Nordalpenweg/Österreichischer Weitwanderweg 01, Abschnitt Bregenz – Bödele – Hoher Freschen – Damüls) führt direkt am Fuß des Alpkopfes vorbei.

## Lage
Der Alpkopf ist etwa 1430 m Luftlinie östlich vom Salzbödenkopf (1765 m ü. A.). Etwa 2400 m Luftlinie südlich befindet sich der Hohe Freschen und der Sattelspitz befindet sich etwa 1000 m Luftlinie nordwestlich.
Der Alpkopf liegt auch direkt am Wanderweg zwischen dem Dornbirner First zur Binnelalpe (etwa 1724 m ü. A.) und dem Hohen Freschen. Nach Westen fällt er zur Bockshangalpe (etwa 1340 m ü. A.) steil ab. Dem Alpkopf nächstgelegen ist die Altenhofalpe (etwa 1600 m ü. A., Luftlinie etwa 800 m). Die Erhebung liegt im Naturschutzgebiet Hohe Kugel - Hoher Freschen - Mellental.

## Gipfel

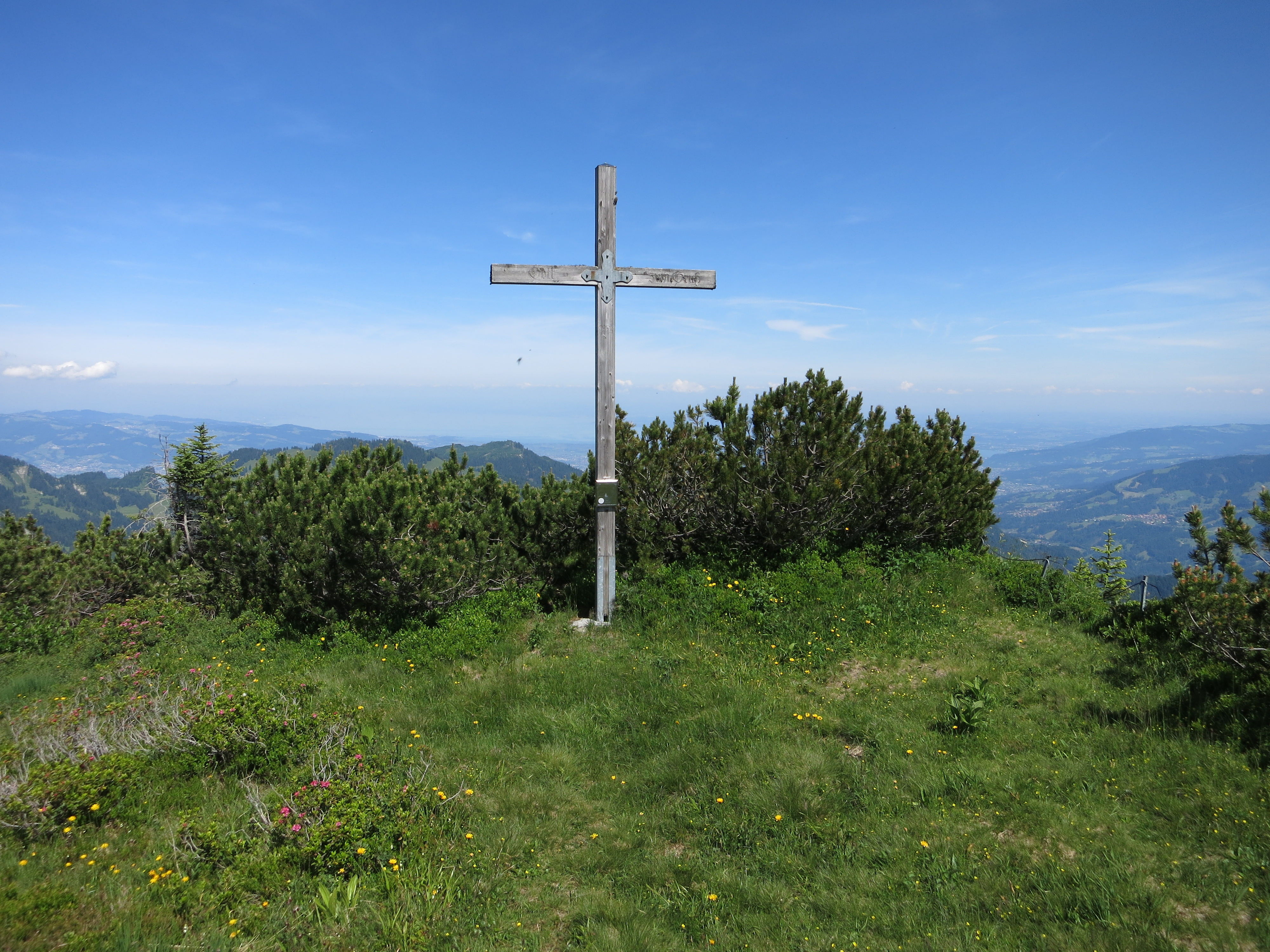
Auf dem Gipfel des Alpkopfs

Der Alpkopf ist auf der östlichen Seite weitgehend mit Gras bedeckt und eher unscheinbar. Auf ihm befindet sich ein schlichtes Gipfelkreuz aus Holz.
Unterhalb des Gipfels auf der westlichen, steil abfallenden Seite entspringen mehrere Bäche, die sich zum Bockshanggraben vereinigen, der wiederum einen Zufluss der Ebniterach bildet.

## Wandern
Der Dornbirner First, der Alpkopf und der Hohe Freschen bedingen Trittsicherheit, teilweise Schwindelfreiheit und alpine Ausrüstung mit guten Bergschuhen. Der nächstgelegene Wanderstützpunkt ist das Freschenhaus (1846 m ü. A.). Die umliegenden Alpen sind teilweise im Sommer bewirtschaftet.